# Anton Tymofeev
Anton Tymofeev (in ucraino Антон Тимофеев?; 8 settembre 1988) è un nuotatore artistico ucraino.
Ai Campionati mondiali di nuoto di Kazan' 2015 ha terminato la gara al quarto posto nel duo misto libero con Ekateryna Reznyk ed al sesto posto nel programma tecnico con Aleksandra Sabada.